# Raffaele Bensi
Raffaele Bensi (Scandicci, 11 febbraio 1896 – Firenze, 4 aprile 1985) è stato un presbitero italiano. Fu una figura centrale della Chiesa fiorentina dal 1925 al 1985.

## Biografia
Ordinato sacerdote nel 1919, nello stesso anno il card. Mistrangelo, arcivescovo di Firenze, lo nomina nella parrocchia di San Michele Visdomini, "San Michelino", a pochi passi dal Duomo, dove rimarrà come parroco dal 1932 fino alla morte. Si distingue subito per la sua azione spirituale tra i giovani. Nel 1927 fonda l'associazione Milites Cristi per rispondere ai bisogni spirituali ma anche di svago dei giovani militari di leva a Firenze, ricevendo il plauso dell'arcivescovo.
Assistente ecclesiastico della Gioventù Cattolica dal 1930, si misura con le persecuzioni fasciste ai movimenti cattolici (che arriveranno all'abolizione dell'Azione Cattolica).
Dal 1926 è insegnante di religione in vari licei classici fiorentini fino al 1966; Paolo Grossi, che lo ebbe insegnante al Liceo Dante di Firenze, lo definì "una delle presenze più vigili e più consapevoli della Chiesa fiorentina del secondo dopoguerra" . Negli anni venti dirige anche su Avvenire lo spazio riguardante Firenze.

Formatore di varie generazioni di cattolici fiorentini ed amico di don Giulio Facibeni, è notevole la sua influenza spirituale nei rapporti con Giorgio La Pira, Don Lorenzo Milani (di cui fu il confessore e consigliere), David Maria Turoldo, Ernesto Balducci, Nicola Pistelli. Pur definendo il suo rapporto con don Milani "burrascoso", Bensi lo definisce "l'immagine più eroica del cristiano e del sacerdote" da lui mai conosciuta.
Distrugge, dopo la morte di Don Milani, tutto il carteggio intercorso con lui, che aveva seguito dalla conversione alla morte; a quanto pare (secondo un'intervista da lui rilasciata a Neera Fallaci) in esso si parlava anche dei loro rapporti con papa Paolo VI.
Alla sua morte, nel 1985, dopo una sepoltura provvisoria nel cimitero di Monticelli le sue spoglie sono poi traslate nella chiesa di San Michele Visdomini.